# Beate Bille (skuespiller)
 For alternative betydninger, se Beate Bille. (Se også artikler, som begynder med Beate Bille)
Beate Karoline Bille, (født 17. november 1976), er en dansk skuespillerinde, datter af Joen Bille og Bente Scavenius. Hun er tip-oldebarn af Henrik Ibsen og Bjørnstjerne Bjørnson, og er også efterkommer af Tycho Brahe, hvis mor, Beate Bille, hun deler navn med.
Hun gik på Statens Teaterskole 2000–04 og havde allerede på daværende tidspunkt haft små roller i bl.a. Olsen-bandens sidste stik, Rejseholdet og TAXA. Sit store gennembrud fik hun dog i Per Flys film Drabet fra 2005, og året efter medvirkede hun i Hella Joofs Fidibus.
Hun er gift med Magnus Nordenhof Jønck, som hun i øvrigt har tre børn med.[kilde mangler]

## Filmografi
- Nattens engel (1998)
- Dybt vand (1999)
- Ørnen sæson 2
- Drabet (2005)
- Fidibus (2006)
- Lille mand (2006)
- De fortabte sjæles Ø (2007)
- Anna Pihl (1 episode, 2008)
- Blå mænd (2008)
- Wallander (sæson 2, afsnit 16; Kuriren, 2009)
- Lærkevej (2 episoder, 2009)
- Mørk & Jul (8 episoder, 2009)
- Fasandræberne (2014)
- Black Widows (2016)